# Indonézia az 1968. évi nyári olimpiai játékokon
Indonézia a mexikói Mexikóvárosban megrendezett 1968. évi nyári olimpiai játékok egyik részt vevő nemzete volt. Az országot az olimpián 2 sportágban 6 sportoló képviselte, akik érmet nem szereztek.

## Súlyemelés
| Versenyző        | Versenyszám | Nyomás                   | Nyomás                   | Szakítás | Szakítás | Lökés    | Lökés    | Összesen | Helyezés |
| Versenyző        | Versenyszám | Eredmény                 | Helyezés                 | Eredmény | Helyezés | Eredmény | Helyezés | Összesen | Helyezés |
| ---------------- | ----------- | ------------------------ | ------------------------ | -------- | -------- | -------- | -------- | -------- | -------- |
| Charlie Depthios | 56 kg       | érvényes kísérlet nélkül | érvényes kísérlet nélkül | kiesett  | kiesett  | kiesett  | kiesett  | kiesett  | kiesett  |
| Madek Kasman     | 60 kg       | 105,0                    | 15.                      | 100,0    | 13.      | 140,0    | 6.       | 345,0    | 13.*     |
| Irsan Husen      | 82,5 kg     | érvényes kísérlet nélkül | érvényes kísérlet nélkül | kiesett  | kiesett  | kiesett  | kiesett  | kiesett  | kiesett  |

* - egy másik versenyzővel azonos eredményt ért el

## Vitorlázás
Nyílt
| Versenyző                   | Versenyszám     | Futam | Futam  | Futam | Futam  | Futam | Futam | Futam | Pontszám | Helyezés |
| Versenyző                   | Versenyszám     | 1     | 2      | 3     | 4      | 5     | 6     | 7     | Pontszám | Helyezés |
| --------------------------- | --------------- | ----- | ------ | ----- | ------ | ----- | ----- | ----- | -------- | -------- |
| Robert Lucas                | Finn dingi      | 36,0  | (42,0) | 37,0  | 41,0   | 40,0  | 36,0  | 40,0  | 230,0    | 35.      |
| John Gunawan Tan Tjong Sian | Repülő hollandi | 32,0  | 31,0   | 34,0  | (35,0) | 34,0  | 34,0  | 34,0  | 199,0    | 29.      |